# Microdochium tripsaci
Microdochium tripsaci är en svampart som beskrevs av D. Mulder & Arx 1981. Microdochium tripsaci ingår i släktet Microdochium, ordningen kolkärnsvampar, klassen Sordariomycetes, divisionen sporsäcksvampar och riket svampar.   Inga underarter finns listade i Catalogue of Life.